# 沙園駅
沙園駅（さえんえき）は、中華人民共和国広東省広州市海珠区にある、広州地下鉄と仏山地下鉄の駅。広州地下鉄の管轄駅で2社線で改札を共用する共同使用駅となっている。

## 利用可能な鉄道路線
広州地下鉄
■8号線
仏山地下鉄
■1号線（広仏1号線）

## 歴史
- 2010年11月3日 - 広州地下鉄8号線が開業。
- 2015年12月28日 - 仏山地下鉄1号線が開業。

## 駅構造
広州8号線鳳凰新村方面行と広仏1号線燕崗方面行ホームが地下2階、広州8号線万勝囲方面行と広仏1号線新城東方面行ホームが地下3階にある。いずれも島式ホーム形状のため、同一方向の乗り換えは同一ホームで可能となっている。
全ホームにホームドア（フルハイトタイプ）を装備。

## 駅周辺
- 楽峰広場購物中心（中国語版）
- イオン光大店
- 广州市第四十一中学

## 隣の駅
広州地下鉄
■8号線
鳳凰新村駅 - 沙園駅 - 宝崗大道駅
仏山地下鉄
■1号線
沙涌駅 - 沙園駅 - 燕崗駅

## 参考
1. ↑  广佛地铁昨日动工 2012年全线通车 （中国語）